# Keith Hackett
Keith Hackett (Sheffield, South Yorkshire, 1944. június 22. –) angol nemzetközi labdarúgó-játékvezető. Teljes neve: Keith Stuart Hackett. Egyéb foglalkozása:  igazgató

## Pályafutása

### Nemzeti játékvezetés
A játékvezetésből 1960-ban vizsgázott, 1975-ig az Északi Liga játékvezetője, 1972-től 1976-ig a Football League partbírója, 1976-tól 1992-ig a Football League bírója, 1992-től 1994-ig a Premier League játékvezetője. Az aktív nemzeti játékvezetéstől 1994-ben, a rendkívüli kedvezmények után 50 évesen vonult vissza.

#### Nemzeti kupamérkőzések
Vezetett Kupa-döntők száma: 2.

##### FA kupa
| Időpont        | Helyszín                | Mérkőzés típusa | Mérkőzés                                | Eredmény | Nézők száma |
| -------------- | ----------------------- | --------------- | --------------------------------------- | -------- | ----------- |
| 1981. május 9. | Wembley Stadion, London | döntő           | Tottenham Hotspur FC–Manchester City FC | 1 : 1    | 100 000     |

##### Liga-kupa
| Időpont           | Helyszín                | Mérkőzés típusa | Mérkőzés                             | Eredmény |
| ----------------- | ----------------------- | --------------- | ------------------------------------ | -------- |
| 1986. április 20. | Wembley Stadion, London | döntő           | Oxford United–Queens Park Rangers FC | 3 : 0    |

### Nemzetközi játékvezetés
Az Angol labdarúgó-szövetség Játékvezető Bizottsága (JB) terjesztette fel nemzetközi játékvezetőnek, a Nemzetközi Labdarúgó-szövetség (FIFA) 1981-től tartotta nyilván bírói keretében. Több nemzetek közötti válogatott- és klubmérkőzést vezetett. Az angol nemzetközi játékvezetők rangsorában, a világbajnokság-Európa-bajnokság sorrendjében  a 8. helyet foglalja el 9 találkozó szolgálatával. Az aktív nemzetközi játékvezetéstől 1991-ben vonult vissza. Válogatott mérkőzéseinek száma: 13.

#### Világbajnokság

##### U20-as labdarúgó-világbajnokság
Mexikó rendezte a 4., az 1983-as ifjúsági labdarúgó-világbajnokságot, ahol a FIFA JB hivatalnoki feladatokkal bízta meg.
| Időpont          | Helyszín                     | Mérkőzés típusa        | Mérkőzés             | Eredmény | Nézők száma |
| ---------------- | ---------------------------- | ---------------------- | -------------------- | -------- | ----------- |
| 1983. június 9.  | Jalisco Stadion, Guadalajara | selejtező (D. csoport) | Szovjetunió–Brazília | 1 : 2    | 31 380      |
| 1983. június 12. | Nou Camp Stadion, León       | egyik negyeddöntő      | Argentína–Hollandia  | 2 : 1    | 24 830      |

---
A világbajnoki döntőhöz vezető úton Mexikóba a XIII., az 1986-os labdarúgó-világbajnokságra és Olaszországba a XIV., az 1990-es labdarúgó-világbajnokságra a FIFA JB bíróként alkalmazta.

##### 1986-os labdarúgó-világbajnokság

###### Selejtező mérkőzés
| Időpont              | Helyszín                        | Mérkőzés típusa           | Mérkőzés             | Eredmény | Nézők száma |
| -------------------- | ------------------------------- | ------------------------- | -------------------- | -------- | ----------- |
| 1985. szeptember 21. | Mount Smart Stadion, Wellington | Óceánia (OFC) zóna        | Új-Zéland–Ausztrália | 0 : 0    | 14 286      |
| 1985. március 27.    | GSP Stadion, Nicosia            | előselejtező (1. csoport) | Belgium–Görögország  | 2 : 0    | 41 500      |
| 1985. október 16.    | Neckar Stadion, Stuttgart       | előselejtező (2. csoport) | NSZK–Portugália      | 0 : 1    | 55 000      |

##### 1990-es labdarúgó-világbajnokság

###### Selejtező mérkőzés
| Időpont             | Helyszín                         | Mérkőzés típusa           | Mérkőzés             | Eredmény | Nézők száma |
| ------------------- | -------------------------------- | ------------------------- | -------------------- | -------- | ----------- |
| 1989. május 17.     | Idrætsparken Stadion, Koppenhága | előselejtező (1. csoport) | Dánia–Görögország    | 7 : 1    | 38 500      |
| 1989. szeptember 6. | Práter Stadion, Bécs             | előselejtező (3. csoport) | Ausztria–Szovjetunió | 0 : 0    | 62 500      |

#### Európa-bajnokság
Az európai-labdarúgó torna döntőjéhez vezető úton Franciaországba a VII., az 1984-es labdarúgó-Európa-bajnokságra valamint Nyugat-Németországban a VIII., az 1988-as labdarúgó-Európa-bajnokságra az UEFA JB játékvezetőként foglalkoztatta.

##### 1984-es labdarúgó-Európa-bajnokság

###### Selejtező mérkőzés
| Időpont           | Helyszín                      | Mérkőzés típusa           | Mérkőzés  | Eredmény | Nézők száma |
| ----------------- | ----------------------------- | ------------------------- | --------- | -------- | ----------- |
| 1983. október 12. | Marcel Saupin Stadion, Nantes | előselejtező (1. csoport) | NDK–Svájc | 3 : 0    | 12 000      |

##### 1988-as labdarúgó-Európa-bajnokság

###### Selejtező mérkőzés
| Időpont            | Helyszín                  | Mérkőzés típusa           | Mérkőzés              | Eredmény | Nézők száma |
| ------------------ | ------------------------- | ------------------------- | --------------------- | -------- | ----------- |
| 1986. október 12.  | Városi Stadion, Lisszabon | előselejtező (2. csoport) | Portugália–Svédország | 1 : 1    | 20 000      |
| 1987. december 16. | Ethniko Stadion, Rhodos   | előselejtező (5. csoport) | Görögország–Hollandia | 0 : 3    | 3 432       |

###### Európa-bajnoki mérkőzés
| Időpont          | Helyszín                  | Mérkőzés típusa              | Mérkőzés                | Eredmény | Nézők száma |
| ---------------- | ------------------------- | ---------------------------- | ----------------------- | -------- | ----------- |
| 1988. június 10. | Rhein Stadion, Düsseldorf | csoportmérkőzés (A. csoport) | Németország–Olaszország | 1 : 1    | 62 552      |

#### Olimpia
Az 1988. évi nyári olimpiai játékok labdarúgó tornájának végső szakaszán a FIFA JB bírói szolgálatra vette igénybe.
| Időpont              | Helyszín                | Mérkőzés típusa              | Mérkőzés           | Eredmény | Nézők száma |
| -------------------- | ----------------------- | ---------------------------- | ------------------ | -------- | ----------- |
| 1988. szeptember 27. | Városi Stadion, Gwangju | csoportmérkőzés (B. csoport) | Zambia–Olaszország | 4 : 0    | 9 800       |
| 1988. szeptember 27. | Olimpiai Stadion, Szöul | egyik elődöntő               | Brazília–NSZK      | 1 : 1    | 65 000      |

#### Brit Bajnokság
| Időpont         | Helyszín                      | Mérkőzés típusa | Mérkőzés              | Eredmény |
| --------------- | ----------------------------- | --------------- | --------------------- | -------- |
| 1983. május 24. | Hampden Park Stadion, Glasgow | csoportmérkőzés | Skócia–Észak-Írország | 0 : 0    |

## Szakmai sikerek
Az IFFHS (International Federation of Football History & Statistics) 1987-2011 évadokról tartott nemzetközi szavazásán 151, játékvezető besorolásával minden idők 53, legjobb bírójának rangsorolta, holtversenyben Claus Bo Larsen, Terje Hauge, Zoran Petrović társaságában. A 2008-as szavazáshoz képest 2 pozíciót előbbre lépett.

## Magyar vonatkozás
| Időpont           | Helyszín                | Mérkőzés típusa          | Mérkőzés              | Eredmény | Nézők száma |
| ----------------- | ----------------------- | ------------------------ | --------------------- | -------- | ----------- |
| 1990. április 11. | Lehen Stadion, Salzburg | 641. válogatott mérkőzés | Ausztria–Magyarország | 3 : 0    | 16 000      |